# Liste der Ehrenbürger von Hoyerswerda
Das Ehrenbürgerrecht ist die höchste Auszeichnung der Stadt Hoyerswerda. Geehrt werden damit Personen, die sich in besonderer Weise um die Stadt verdient gemacht haben. Über die Vergabe entscheidet der Stadtrat. Seit 1906 wurden neun Personen zu Ehrenbürgern ernannt.
Hinweis: Die Auflistung erfolgt chronologisch nach Datum der Zuerkennung.

## Die Ehrenbürger der Stadt Hoyerswerda
1. Louis Escher (* 8. Dezember 1834; † 31. Januar 1915)
verdienstvoller Beigeordneter der Stadtverordnetenversammlung
Verleihung der Ehrenbürgerschaft auf der Grundlage des Magistratsbeschlusses vom 5. Oktober 1906
Die Kinder Eschers richteten nach seinem Tod eine Beigeordneten-Escher-Stiftung ein, deren Zinsertrag jedes Jahr zum Geburtstag ihres Vaters restlos an Bedürftige verteilt werden sollte. (beurkundet am 31. Januar 1917)[1][2]
2. Alwin Stein (* 25. Dezember 1851 in Hamburg; † 22. April 1936 in Halle)
Stadtverordneten-Vorsteher und Eisenbahnbetriebsingenieur
Verleihung der Ehrenbürgerschaft auf der Grundlage des Magistratsbeschlusses vom 9. Juni 1908
Alwin Stein war von 1885 bis zu seiner Versetzung im Jahr 1908 der Vorsteher der Hoyerswerdaer Eisenbahn-Betriebswerkstätten. Nach ihm ist die zum Bahnhof führende Steinstraße benannt worden. Seit Januar 2010 trägt auch das sich jetzt in privatem Besitz befindliche frühere Klubhaus der Eisenbahner seinen Namen.[3][4]
3. Wilhelm Pieck (* 3. Januar 1876 in Guben; † 7. September 1960 in Berlin)
Mitbegründer und Vorsitzender der SED und nach Gründung der DDR erster und einziger Staatspräsident
Verleihung am 26. Februar 1946
Kumpel aus der Braunkohlegrube Werminghoff in Knappenrode hatten Pieck im Winter 1945/46 zwei Waggons Kohle geschenkt. Er reichte diese Schenkung an die Stadt Berlin weiter, um damit Kinderheime zu beheizen. Am 26. Februar 1946 reiste Pieck persönlich nach Hoyerswerda, um sich in der Gaststätte „Kastanienhof“ bei den Kumpeln zu bedanken. Aus Anlass dieses Besuchs beschloss der Magistrat der Stadt Pieck den Ehrenbürgerbrief zu überreichen.

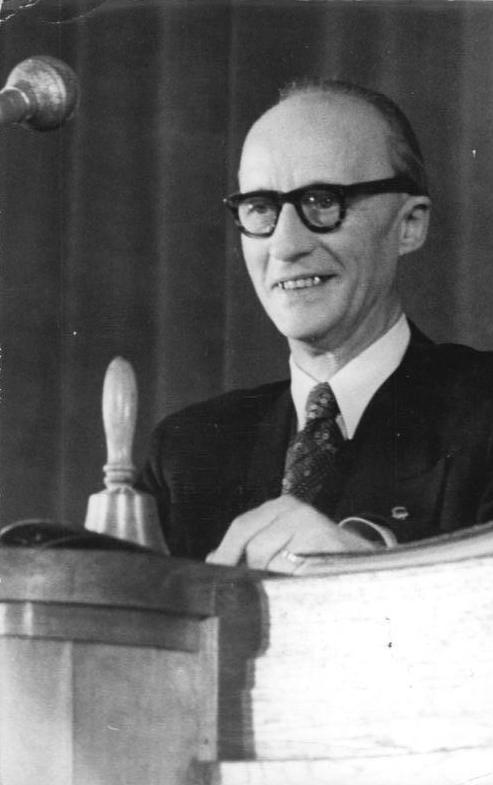
Johannes Dieckmann
4. Johannes Dieckmann (* 19. Januar 1893 in Fischerhude bei Bremen; † 22. Februar 1969 in Berlin)
Präsident der Volkskammer der DDR
Verleihung am 3. Februar 1950
Dieckmann war Mitbegründer der LDPD und ab 1948 Justizminister und stellvertretender Ministerpräsident von Sachsen. Von 1949 an war er Präsident der Volkskammer der DDR. Der Stadtrat von Hoyerswerda beschloss am 3. Februar 1950 Dieckmann das Ehrenbürgerrecht der Stadt zu verleihen.
5. Otto Damerau (* 15. April 1877 in Bad Flinsberg; † 2. März 1961)
Bodendenkmalpfleger und Kurator des Heimatmuseums
Verleihung im August 1953
Damerau hatte ab 1914 als ehrenamtlicher Bodendenkmalpfleger in zahlreichen Rettungsgraben der Stadt eine umfangreiche Sammlung von Keramiken aus der Bronzezeit gesichert. 1924 war er Mitbegründer der Hoyerswerdaer Gesellschaft für Heimatfreunde. Auf sein Betreiben hin wurde 1932 ein Heimatmuseum eingerichtet, dessen Betreuung er übernahm. Nach Kriegsende unterstützte er den Neuaufbau des Museums.[5]
6. Jekaterina Ponomarjowa (* 1887; † nicht bekannt)
Soldatenmutter
Verleihung am 7. Mai 1975
Ponomarjowa war die Mutter eines russischen Soldaten, der im April 1945 beim Kampf um Hoyerswerda gefallen war. Am 25. April 1973 kam sie im Alter von 86 Jahren auf dem Bahnhof von Hoyerswerda an. Mit einem Zettel in deutscher Sprache in der Hand versuchte sie, das Grab ihres jüngsten Sohnes zu finden. Als sie es im Ehrenhain von Hoyerswerda fand, nahm sie Erde aus der Ruhestätte mit nach Hause. In Anteilnahme am Schicksal von Ponomarjowa verlieh ihr die Stadtverordnetenversammlung bei ihrem zweiten Besuch am 7. Mai 1975 die Ehrenbürgerwürde.

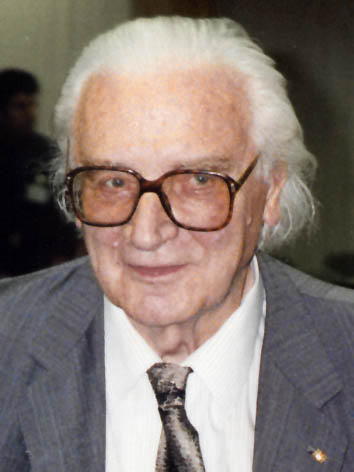
Konrad Zuse
7. Konrad Zuse (* 22. Juni 1910 in Berlin; † 18. Dezember 1995 in Hünfeld)
Unternehmer und Erfinder des Computers
Verleihung am 19. September 1995
Zuse lebte in seiner Jugend mehrere Jahre als Sohn eines Postbeamten in Hoyerswerda und legte dort 1928 am Real-Reform-Gymnasium das Abitur ab. Kurz vor Zuses Tod ehrte die Stadt Hoyerswerda ihn mit der Verleihung der Ehrenbürgerschaft.
8. Jürgen von Woyski (* 23. März 1929 in Stolp; † 30. Mai 2000 in Dresden)
Bildhauer
Verleihung am 15. Juli 1998
Woyski kam am 1. September 1955, einen Tag nach der Grundsteinlegung für das neue Hoyerswerda, in die Stadt und lebte hier bis 1998. In dieser Zeit gestaltete er mit seinen Werken den öffentlichen Raum der Stadt. Sein Werk als Bildhauer war weit über die Stadtgrenzen hinaus bekannt.
9. Friedhart Vogel (* 1. März 1941 in Görlitz)
Pfarrer
Verleihung am 30. Oktober 2010
Vogel fungierte als früherer Superintendent des Kirchenkreises Hoyerswerda der evangelischen Kirche in der Wendezeit am Runden Tisch des Kreises Hoyerswerda als Moderator. Nachdem er von den ausländerfeindlichen Ausschreitungen in Hoyerswerda vor dem Asylbewerberheim an der Thomas-Müntzer-Straße erfahren hatte, begab er sich sofort an den Ort des Geschehens. Er half, vor allem Mütter und Kinder aus dem Heim in Sicherheit zu bringen und vermochte es gleichzeitig, beruhigend auf die aufgebrachten Bevölkerungsgruppen einzuwirken. Friedhart Vogel ist zudem Träger des Bundesverdienstkreuzes am Bande (1996).[6][7]